# Tasitolu
Tasitolu (también Tasi-Tolu) es un área protegida en las afueras de Dili, la capital de Timor Oriental. Se encuentra ocho kilómetros al oeste del centro de la ciudad en el extremo oeste del Suco Comoro (Posto Administrativo de Dom Aleixo). Tasitolu (tetun para Tres Aguas o Tres Mares ) recibe su nombre de los tres lagos salados que existen en este lugar. El área que comprende Tasitolu se extiende entre las colinas del interior y la costa del Estrecho de Wetar.

## Geografía
Tasitolu no es un asentamiento acotado o una unidad administrativa independiente, sino la región alrededor de los lagos salados que le dan su nombre. El área tiene una extensión de 1540 hectáreas y va desde el nivel del mar hasta los 403 metros de altura. A lo largo de la costa existe una carretera, que además bordea casi toda la costa norte de Timor Oriental y es una de las rutas de transporte más importantes del país. Al sur de la carretera se encuentra la capilla de Tasitolu y un área arbolada. Le sigue un espacio abierto destinado a grandes eventos y los tres lagos. Desde el sur, algunos afluentes conducen a los lagos durante la temporada de lluvias, incluido el Mota Tasitolu (río Tasitolu). En aquellas épocas los lagos se desbordan y pueden inundar los caminos y asentamientos vecinos. Se abandonaron los planes para un canal, que habría canalizado el exceso de agua directamente al mar, ya que habrían puesto en peligro el área de buceo adyacente debido a los sedimentos arrastrados. En la estación seca, los lagos vuelven a encogerse, pero no se secan por completo. Alrededor de la zona hay asentamientos; al oeste Lih Baulelo y al noreste 12 de Outubro. Dado que no forman unidades administrativas independientes, no hay información sobre la población en Tasitolu. En 2010, 3803 personas pertenecían a la Aldeia 12 de Outubro. El Aeropuerto Internacional Presidente Nicolau Lobato de Dili se encuentra aproximadamente a un kilómetro y medio al noreste de Tasitolu.

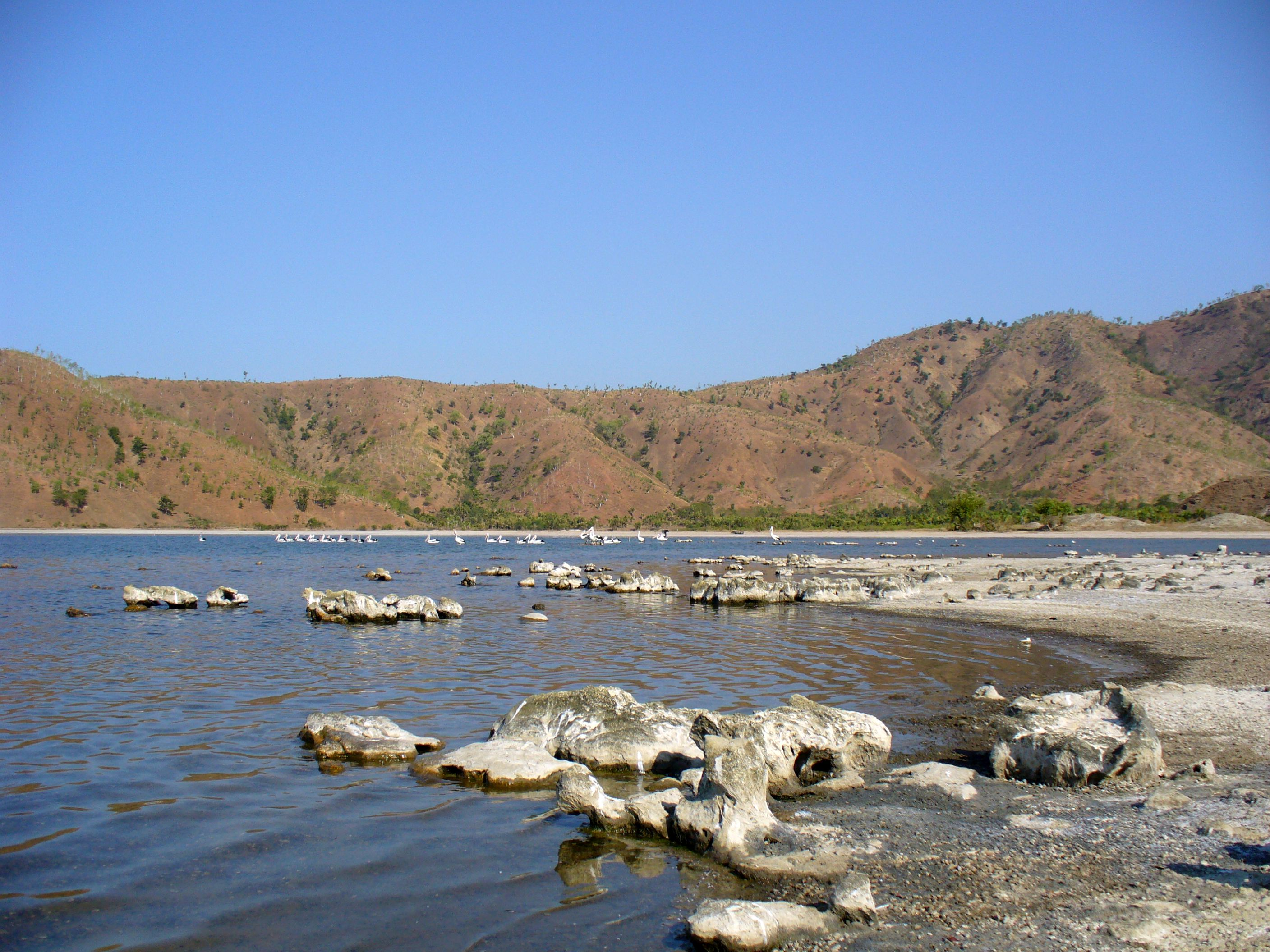
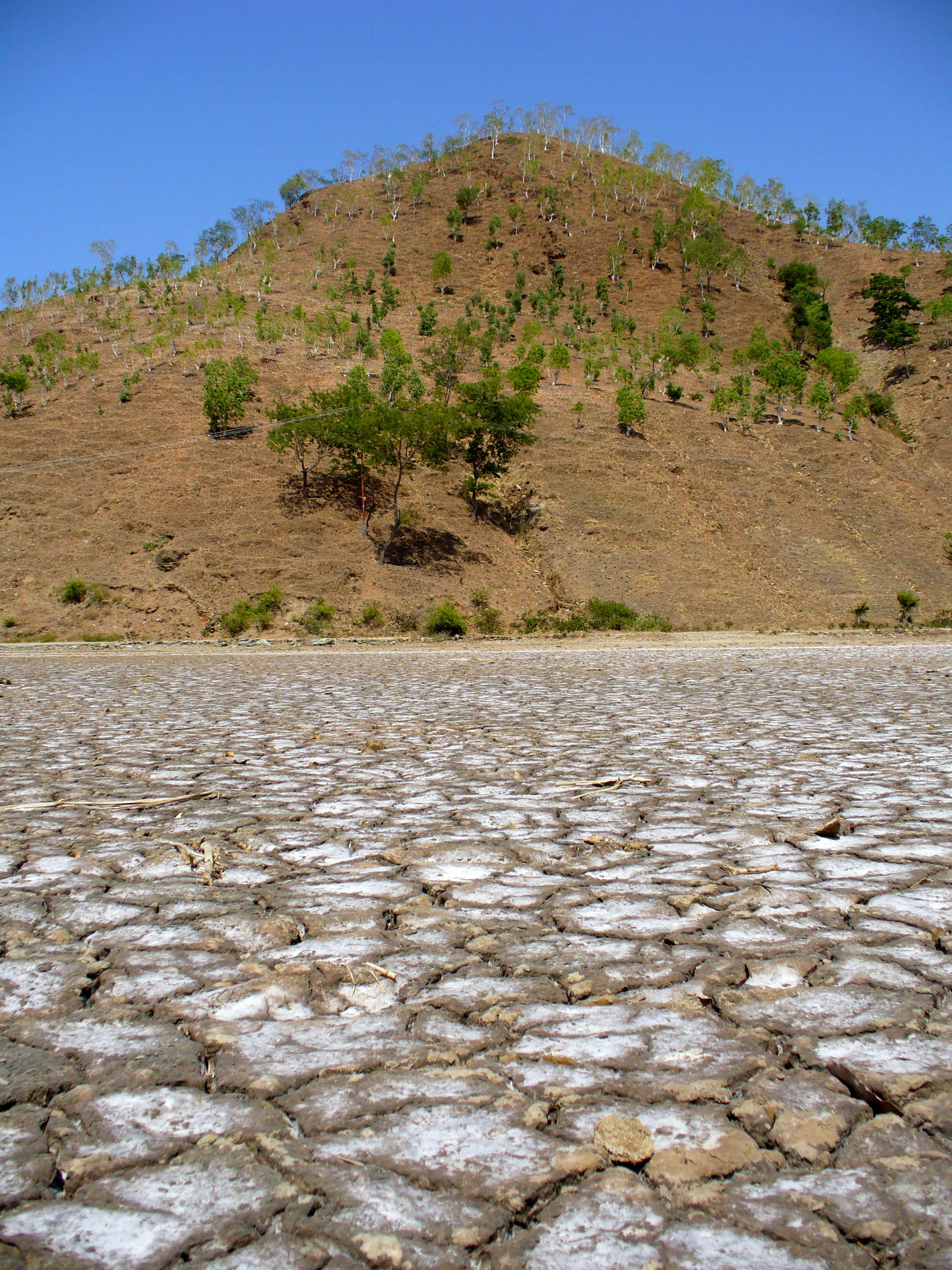
En la temporada seca, partes de los lagos se secan.
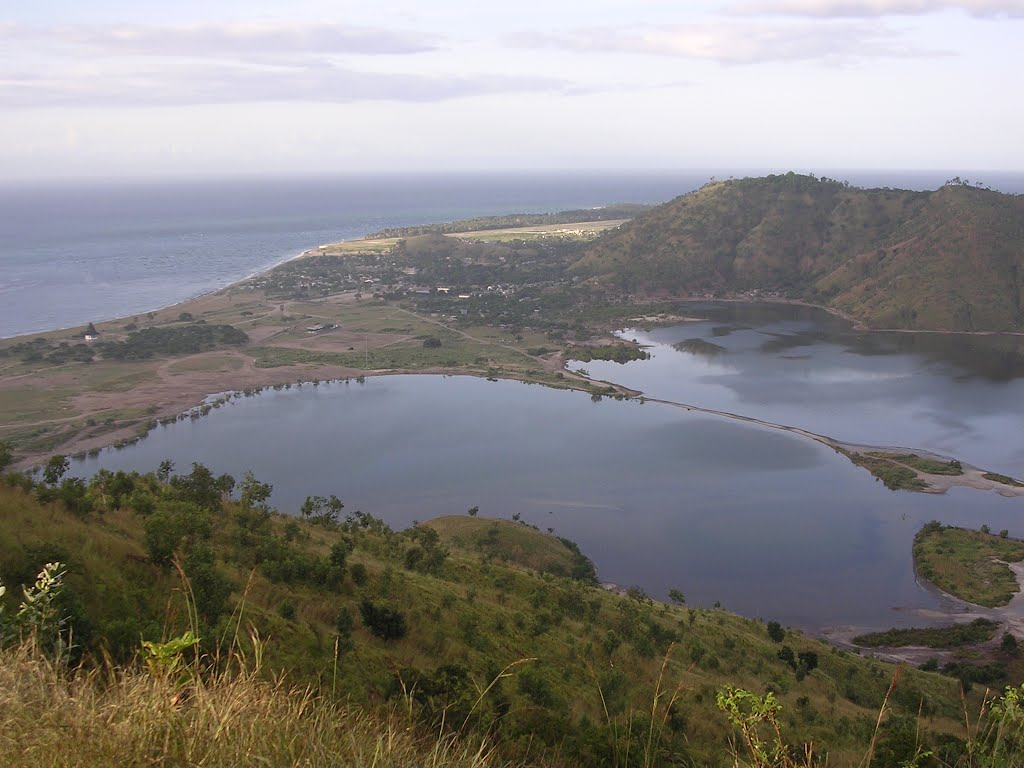
Tasitolu en la temporada lluviosa.
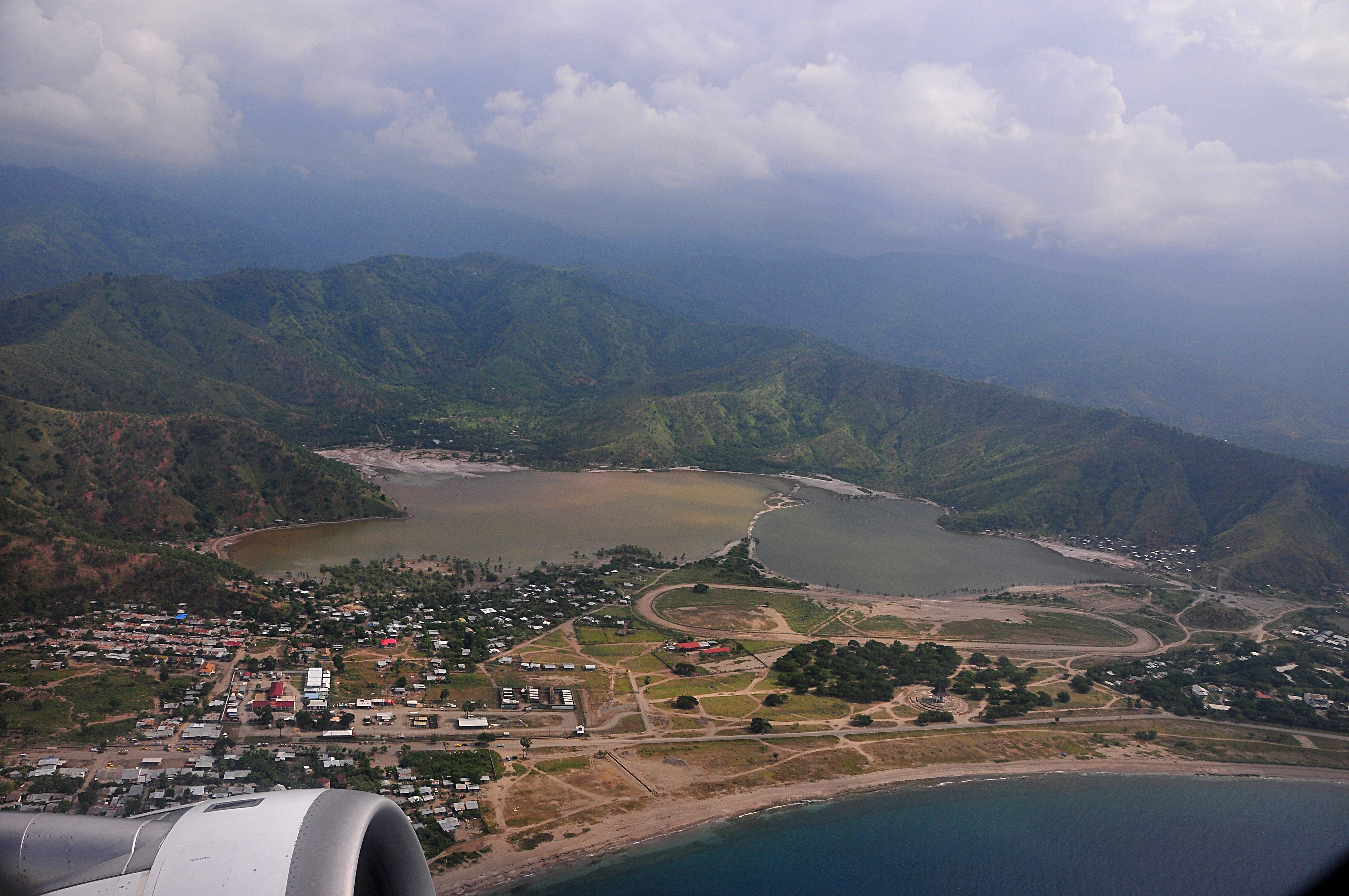
Los lagos desde arriba (2010).
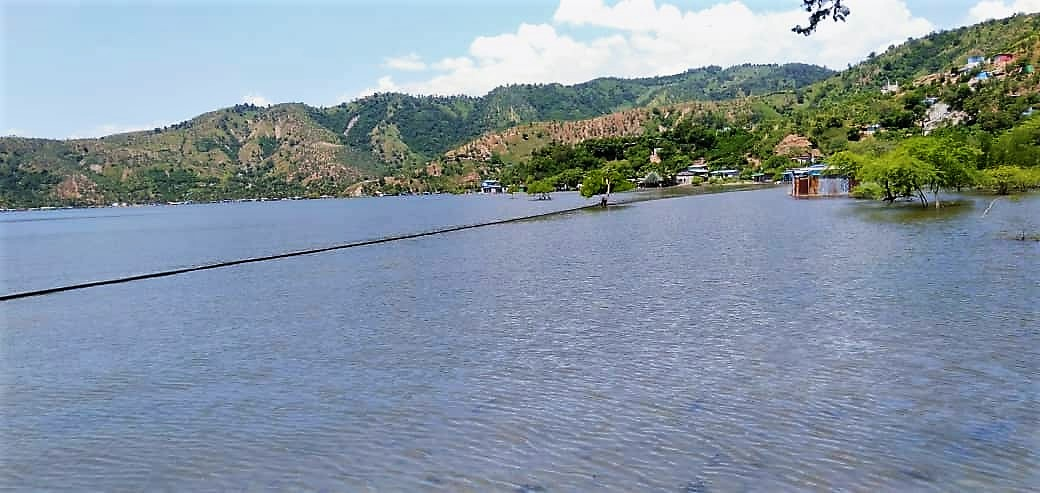
Inundaciones en abril de 2021.

## Historia

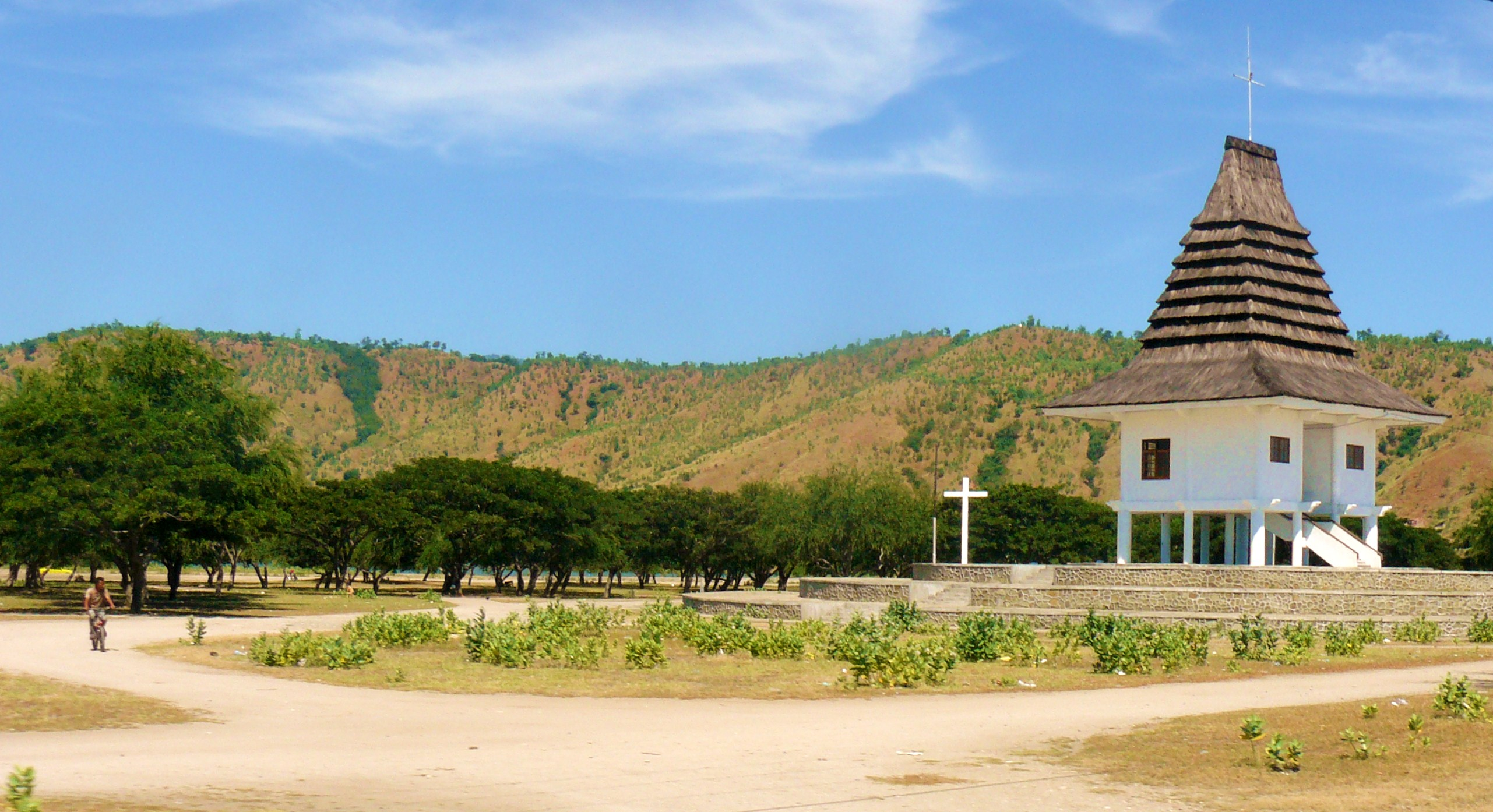
La capilla de Tasitolu en estilo timorense

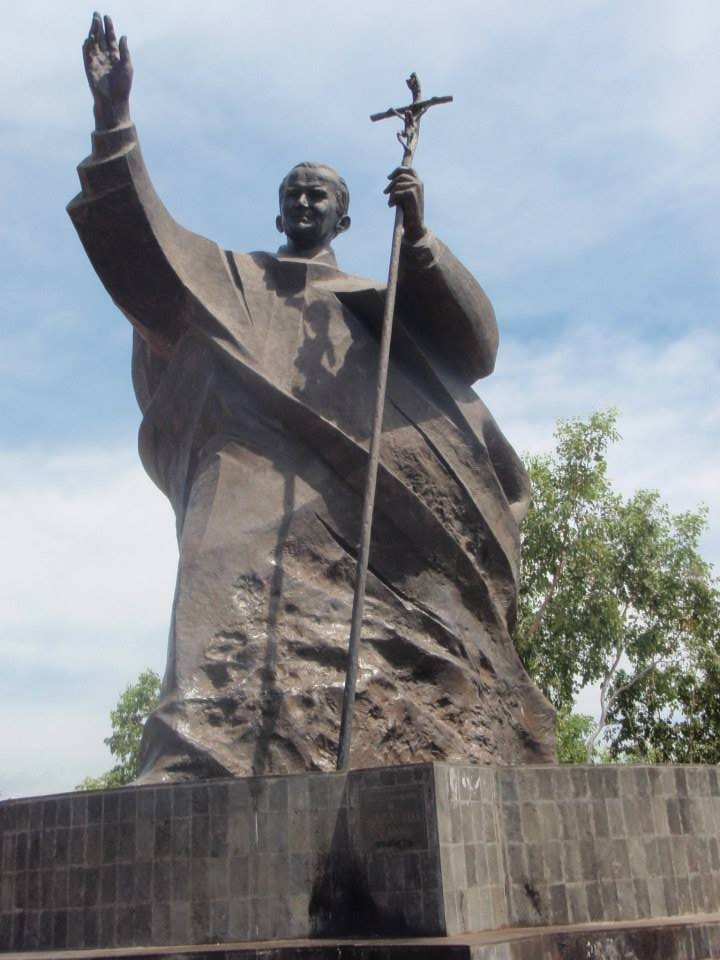
Monumento a Juan Pablo II en Tasitolu

En Tasitolu fueron enterradas numerosas víctimas timorenses de la invasión de Indonesia en 1975 y la posterior ocupación hasta 1999. El área se consideraba un "well-known killing place" (lugar donde se sabía que ocurrían ejecuciones). Los soldados indonesios llevaban gente a este lugar, una vez ahí la ejecutaban y la enterraban.
El 12 de octubre de 1989, el Papa Juan Pablo II celebró una misa en tetum e inglés en Tasitolu. La visita fortaleció la autoconfianza de la población y atrajo brevemente la atención internacional a la ocupación indonesia de Timor Oriental. Después de la misa, un grupo de jóvenes desplegó pancartas con el objetivo de manifestarse por la autodeterminación y contra las violaciones a los derechos humanos. Este momento, vergonzoso para Indonesia, fue seguido por una ola de arrestos y torturas. En el lugar de estos hechos se conmemora lo ocurrido con una capilla de estilo uma lulik y, desde 2008, una estatua de seis metros de altura del Papa Juan Pablo II. De pie sobre una colina, el monumento se complementa con la estatua de Jesús en el lado este de la bahía de Dili en Cristo Rei.
Después de que los indonesios se retiraran en 1999, las fuerzas internacionales de  paz se estacionaron en el área de Tasitolu. En 2000, la administración de la ONU de Timor Oriental (UNTAET) puso bajo protección 700 hectáreas de Tasitolu, junto con designar otras 14 hectáreas como área natural protegida (ANP).
El 20 de mayo de 2002 se llevó a cabo una ceremonia en Tasitolu, donde Timor Oriental obtuvo la independencia de la administración de la ONU. Debido a la importancia histórica y social, el 12 de febrero de 2004, el presidente Xanana Gusmão declaró el lugar como Parque de la Paz. Para la ocasión se plantaron 200 árboles; en total se planeó reforestar 40 hectáreas.

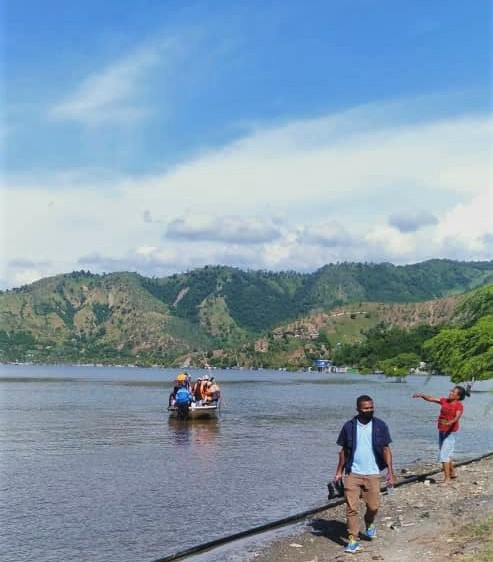
Atención por barco a los damnificados por las inundaciones (22 de abril de 2021)

Durante los disturbios en Timor Oriental en 2006, unas cien casas fueron incendiadas en Tasitolu. Se establecieron tres campamentos, que albergaron a varios cientos de refugiados. En el campamento más grande, al oeste de los lagos, encontraron refugio 371 familias. Los campamentos cerraron en 2009.
Debido a las fuertes inundaciones del 4 de abril de 2021, los tres lagos se desbordaron y se fusionaron en una gran laguna, que inundó el recinto ferial de la ciudad, entre otras cosas. Los residentes de la zona huyeron a las colinas que se encuentran detrás de los lagos y tuvieron que ser abastecidos de alimentos por el agua, con la ayuda de pequeños barcos de pesca (beiros).

## Explotación de la región

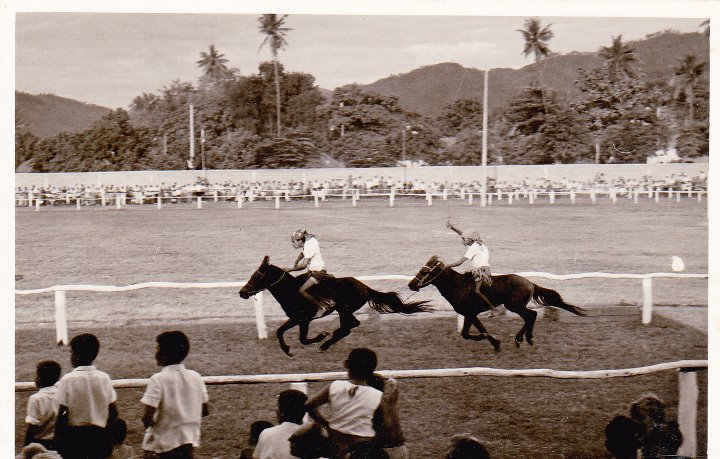
Carreras de caballos en Tasitolu (1970)

700 hectáreas de Tasitolu están bajo protección especial como Parque de la Paz, lo que la convierte en la tercera área protegida más grande de Timor Oriental después de los dos parques nacionales Nino Konis Santana y Kay Rala Xanana Gusmão.
A fines de octubre de 2008, se anunciaron los planes de construcción de un hotel de cinco estrellas con 350 habitaciones en Tasitolu. Este sería el primer hotel de lujo en el país, llamado Pelican Paradise Hotel, y debería estar construido entre dos cadenas montañosas, para el año 2012. También se planeó para el hotel un campo de golf de 27 hoyos entre los lagos y un parque empresarial. Los restos de nueve personas fueron encontrados durante los trabajos de excavación del hotel. Los muertos fueron atados y se encontró evidencia de que habían recibido disparos. Se atribuye que son víctimas de la ocupación indonesia. Dos vestían uniformes militares portugueses, lo que sugiere que eran luchadores por la libertad de las FALINTIL. La implementación de los planes de construcción del hotel de lujo se ha prolongado. Además, los planes son contradicen con el anuncio en septiembre de 2016 de Romão Guterres, Director Nacional de Tierras y Propiedades, donde expone que los residentes de Tasitolu tendrían que desalojar el área a más tardar en 2017, porque el gobierno quería crear allí un parque nacional. Se dijo que habría un período de 30 días para que los residentes abandonen el lugar, antes de que la policía intervenga y evacúe el área. No habría compensación por la falta de una base legal, pero se ofrecería apoyo humanitario.
El 20 de mayo de 2012 se celebró el décimo aniversario de la independencia y la ceremonia de juramento del nuevo presidente Taur Matan Ruak en Tasitolu.
Todos los años se llevan a cabo carreras de caballos en Tasitolu.

## Flora y fauna

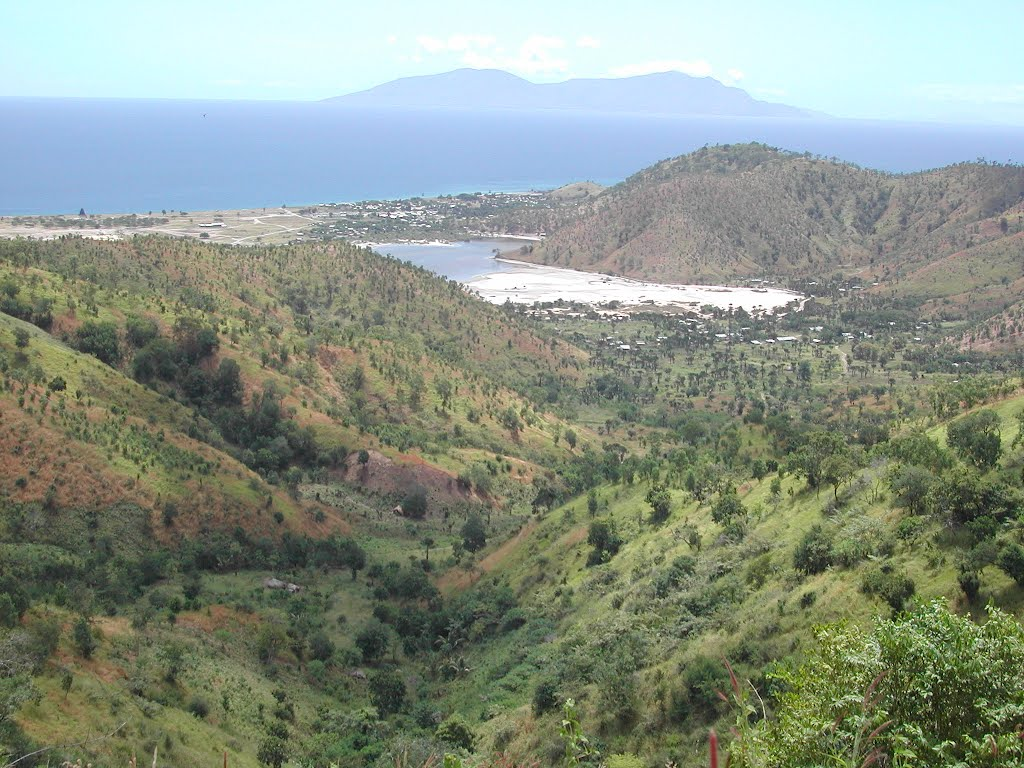
Vistas desde el interior de Tasitolu hacia la isla de Atauro

Además de los lagos, el área protegida incluye los humedales intermedios, la playa de arena (Praia Tasitolu) y las praderas, manglares y bosques circundantes con eucaliptos (Eucalyptus alba savanna). En quebradas resguardadas y lugares con aguas superficiales existen pequeños bosques secos tropicales. Sobre todos los peligros, la recolección de leña es lo que más amenaza a la población arbórea. Además, el arrojar basura y extraer arena y rocas también se ha convertido en un problema. El área también se contamina con la carrera anual de caballos y las personas en proceso de aprender a conducir, que practican en las salinas secas. Junto con Tibar (distrito de Liquiçá), Areia Branca, Hera y Metinaro (distrito de Dili), Tasitolu forma una red de pequeños humedales costeros al oeste y al este del centro de Dili.
Cientos de aves acuáticas del noreste de Asia pasan el invierno en los lagos cada año. Muchas aves nativas también viven en este lugar, razón por la cual Tasitolu fue declarada área Importante para la conservación de las aves (AICA) o en inglés; Important Bird Area (IBA) por BirdLife International en 2007. A diferencia del Parque de la Paz de Tasitolu, el área Importante para la conservación de las aves de Tasitolu cubre toda el zona. BirdLife International ha registrado aquí cinco especies de aves en peligro de extinción y otras diez que clasifica como restricted-range species (especies con distribución restringida) y, por lo tanto, las considera como especies "desencadenantes" y razones suficientes para la creación de esta área de interés. La mayoría de estas especies son incluso endémicas de la región de Timor o Wetar, razón por la cual BirdLife International ha declarado a Timor y Wetar juntos como un área categoría A2 o Endemic Bird Area (EBA), más precisamente como el Área de Aves Endémicas de Timor y Wetar. También incluye las islas indonesias de Sawu, Roti y Semau frente a Timor y las islas timorenses orientales de Atauro y Jaco. Hay un total de 23 especies "desencadenantes" en el Área de Aves Endémicas de Timor y Wetar.
En algunos años el agua de los lagos se vuelve roja, probablemente debido al alga Dunaliella salina. Mucha gente cree que son las numerosas víctimas de la ocupación indonesia (1975-1999), que se dice que fueron enterradas en esta zona, las que tiñen el agua de rojo. Entre otras cosas, el hecho de que el último cambio de color se produjera en 1975, 1999 y 2006, cuando Timor Oriental tuvo que soportar la guerra civil y la invasión de Indonesia en 1975, la crisis en Timor Oriental en 1999 y los disturbios en 2006, significa que la coloración roja se considera de mal agüero. En 2017 los lagos se volvieron rojos nuevamente.

Los sitios turísticos de buceo Tasitolu y Dili Rock están ubicados directamente en la costa del mar de Tasitolu. Entre dos a 40 m de profundidad se pueden observar coloridos moluscos, peces, anémonas y corales. La región es parte del Triángulo de coral con una de las biodiversidades más grandes del mundo.

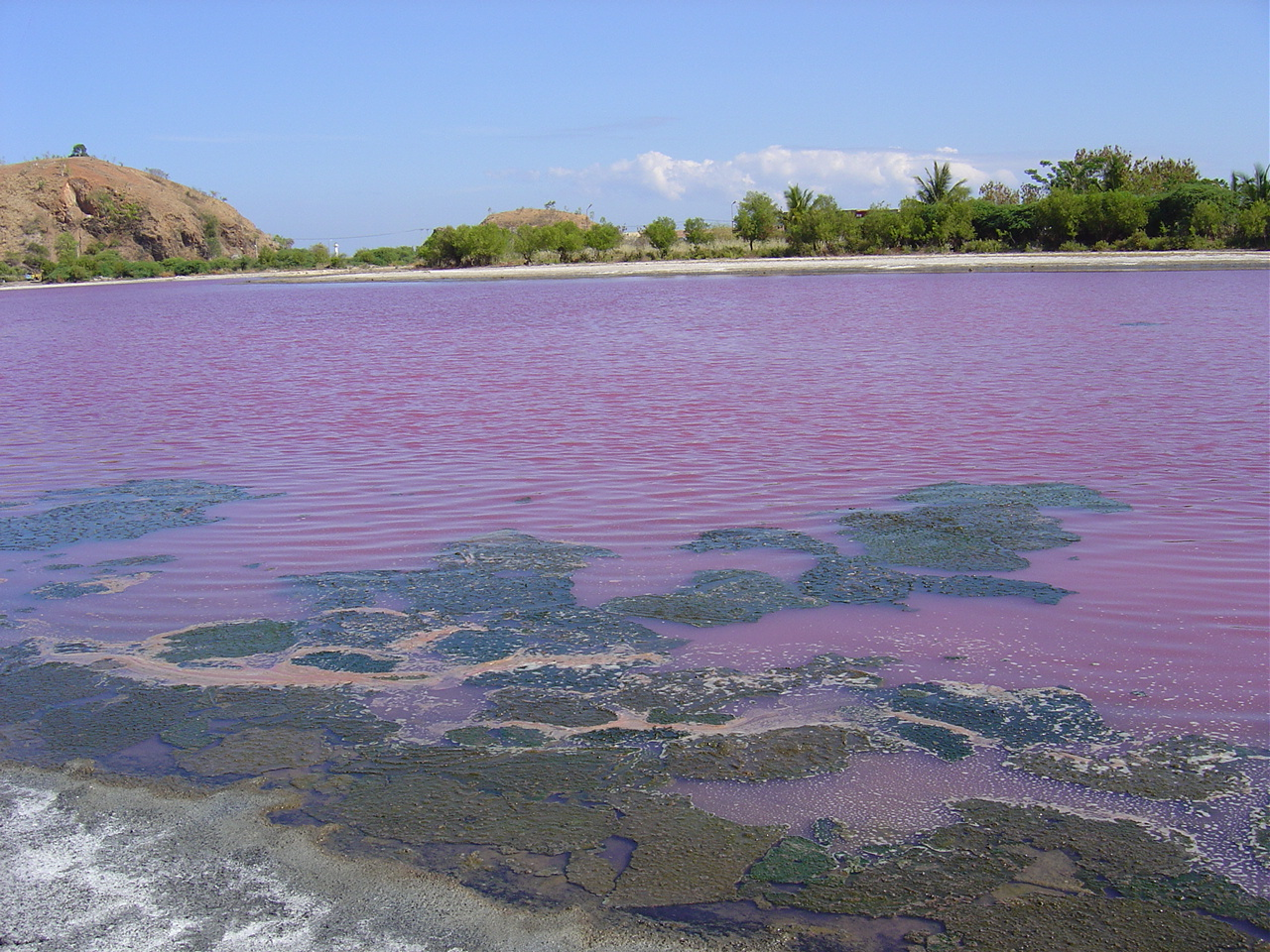
La coloración roja probablemente sea causada por algas (2006).
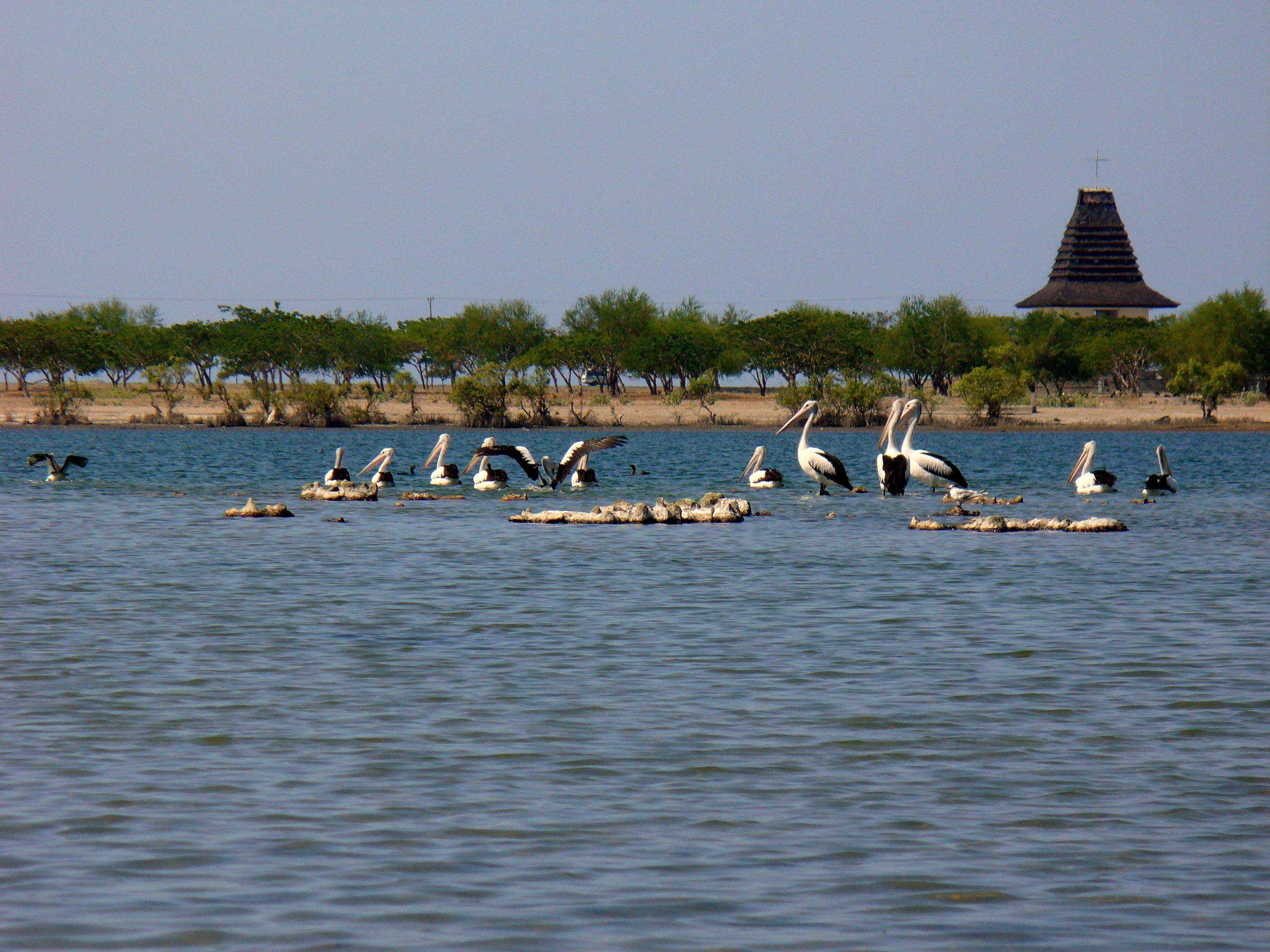
Pelícanos australianos con la capilla de Tasitolu al fondo.
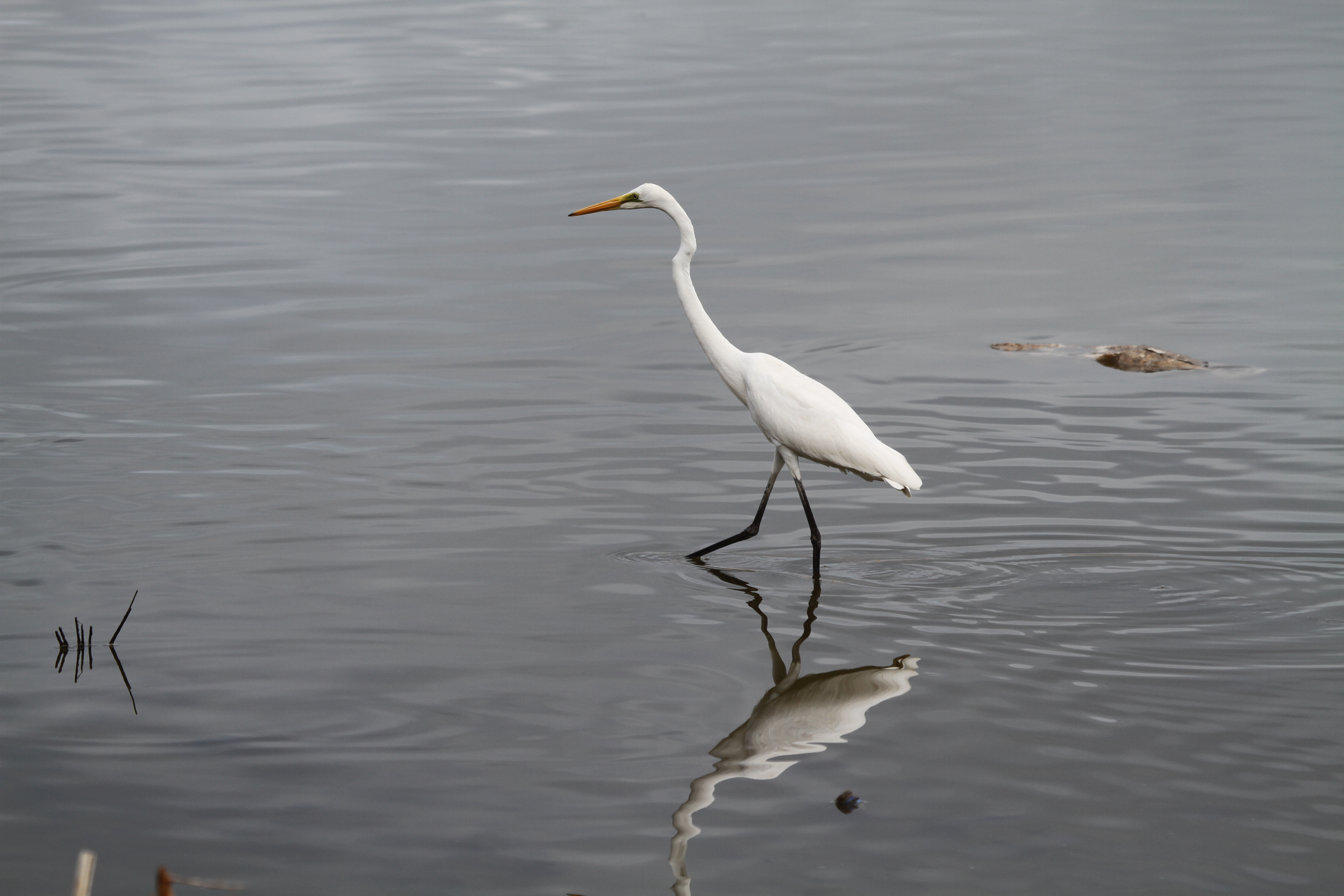
Una garcilla bueyera.
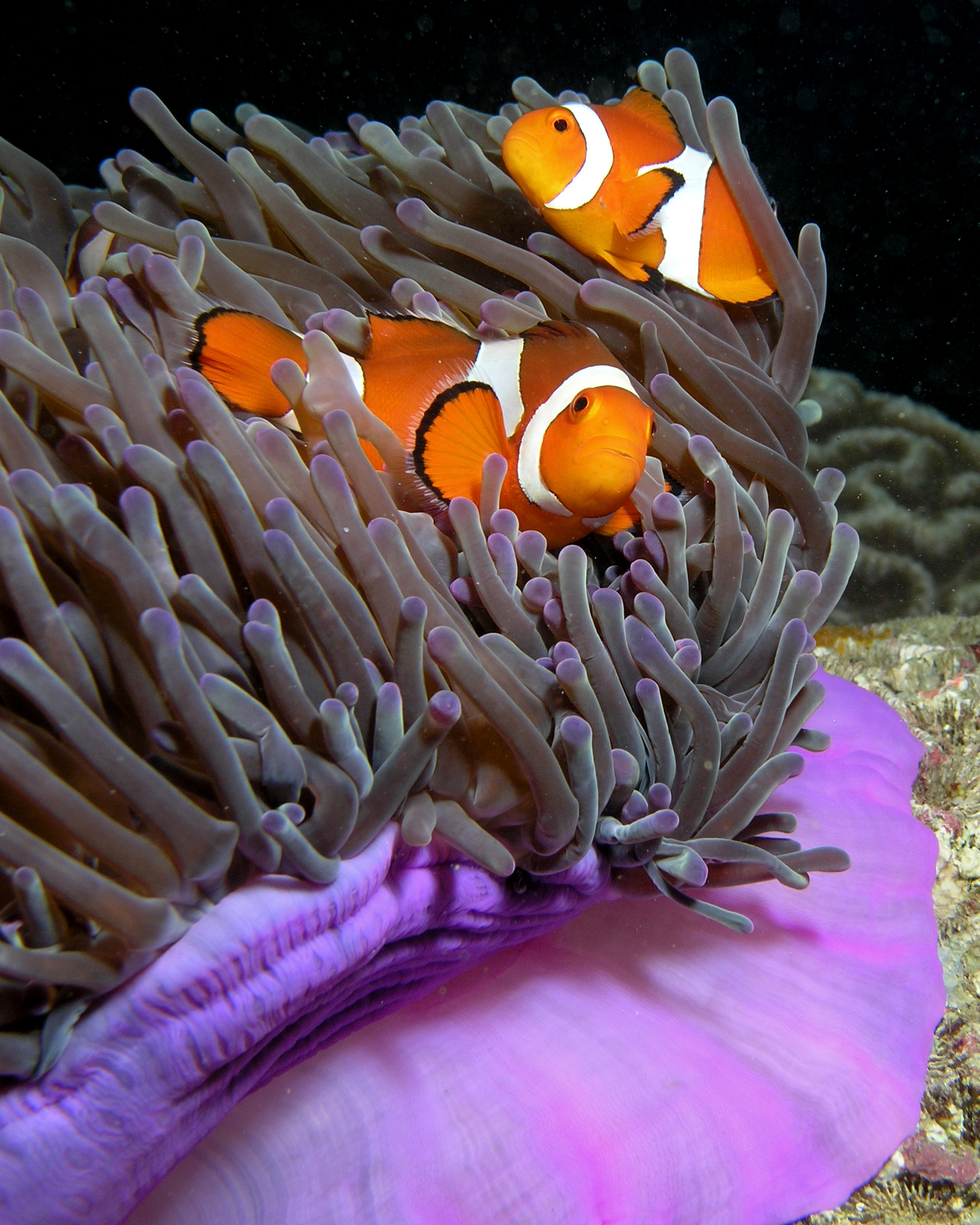
Pez payaso común en una anémona magnífica en el mar frente a Tasitolu.
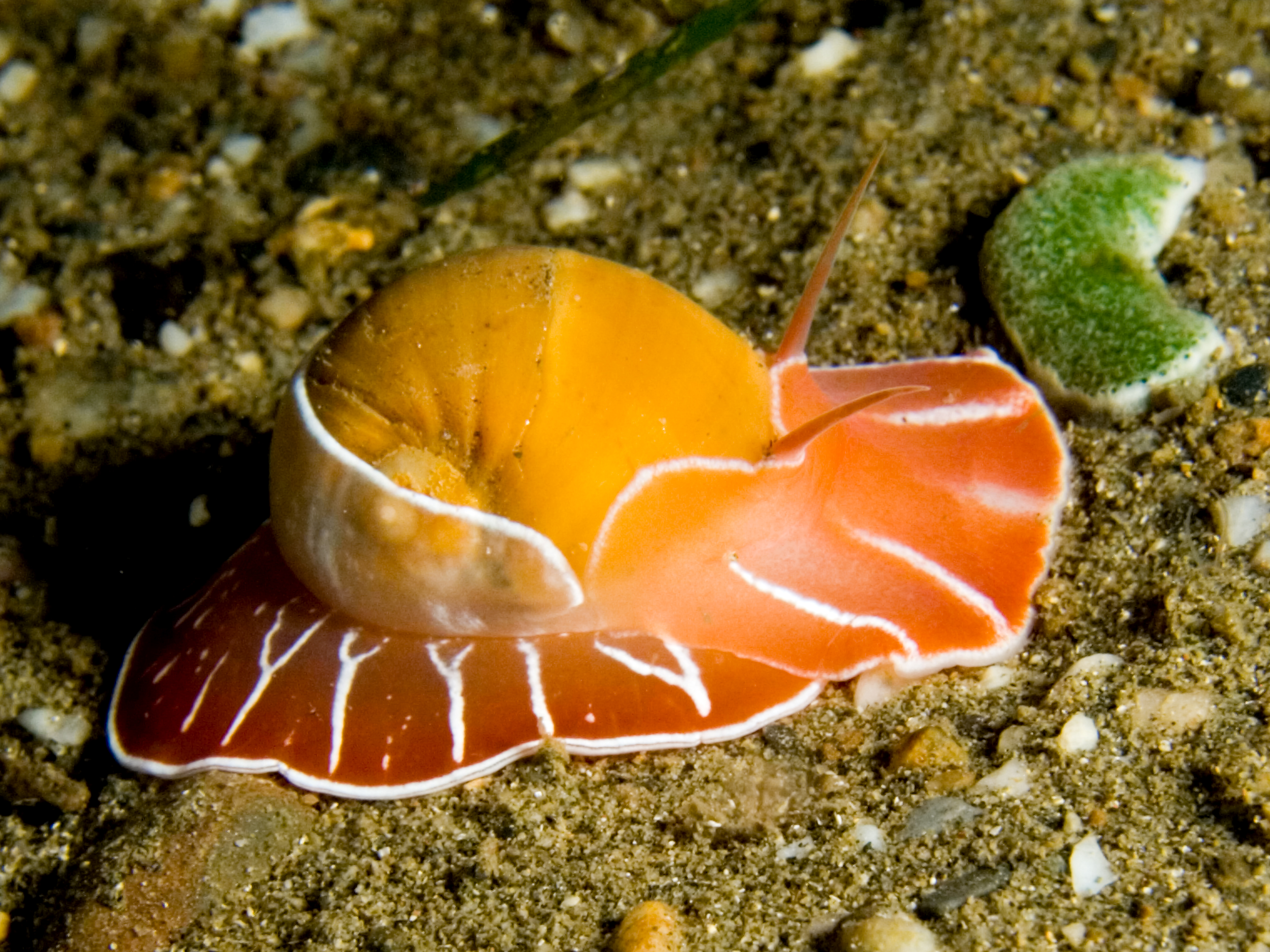
Babosa de mar en la zona de buceo de Tasitolu.